# Завьялов, Сергей Александрович
Серге́й Алекса́ндрович Завья́лов (род. 18 мая 1958; Царское Село) — русский поэт и эссеист.

## Биография
Родился в семье выходцев из Мордовии, в 1970—2004 годах жил в Ленинграде-Петербурге.
В 1985 году закончил классическое отделение филологического факультета Ленинградского государственного университета. Учился у А. К. Гаврилова, В. С. Дурова, А. И. Зайцева. В 1988—2004 годах преподавал древнегреческий и латинский языки, а также античную литературу.
В 2004—2011 гг. жил в Хельсинки.
С 2011 года живёт в городе Винтертур (Швейцария).

## Литературная деятельность
1980-е — 1990-е годы:
Первые публикации стихов появились в ленинградском Самиздате (журналы «Обводный канал», «Часы», «Предлог», «Митин журнал»). В 1986—1988 годах был членом «Клуба-81» (союза писателей Ленинграда, альтернативного советскому).
Стихи этого периода, составили книгу Оды и эподы (1994). Книга манифестировала отказ от русского традиционного (силлабо-тонического) стиха, но не в сторону русского верлибра, а в сторону ритмического усложнения (логаэды или квазилогаэды) по определению Ю. Б. Орлицкого.
Во второй половине 1990-х годов участвует в ряде совместных акций с группой петербургских писателей, снискавших репутацию «постмодернистов» (А. Драгомощенко, В. Кондратьев, А. Скидан, Д. Голынко, А. Ильянен, В. Кучерявкин). Стихи Завьялова появляются в журналах «Поэзия и критика», «Звезда Востока», «Новое литературное обозрение», «Арион», «Комментарии», а также «Звезда» и «Дружба народов».
В стихах этого времени, вошедших в книгу Мелика (1998), помимо сохранившихся, уже упомянутых особенностей, появляется внешний прием, позволяющий формально организовывать текст: это и встраивание иноязычного текста, и манифестирование (с помощью схемы) сложной метрики, и следование композиции и строфике пиндаровской оды, и имитация реконструкции древнего папируса, и ломаный русский язык (глаголы не спрягаются, существительные не склоняются) вперемешку с цитатами из подлинных фольклорных памятников на мордовском языке.
В критике этих лет отмечалось, что поэт нашёл «баланс между двумя полюсами, представленными Бродским и Айги» (В.Кривулин), что «его отношение к традиции — как к предельно отчужденной и одновременно живой и растущей — является принципиальным для поэзии 90-х в целом» (И. Кукулин). А. Скидан характеризовал стихотворный текст Завьялова как «текст-руину».
Конец 1990-х — начало 2000-х годов:
В это время намечается усиление концептуальных тенденций и постепенный переход от ориентации на Высокий модерн к ориентации на минимализм: Диалоги в царстве теней состоят из обрывков эмоционально взвинченных фраз, Буколические мимы представляют собой концептуальный триптих для двух голосов, в котором трикстер дезавуирует поэтическое высказывание героя, в цикле Переводы с русского хрестоматийная русская поэтическая классика изложена современными поэтическими средствами, а в цикле Из невыполненных переводов минималистские лирические высказывания приписаны анонимным литовским, польским, финским и итальянским поэтам.
В итоговую книгу стихотворений тех лет, также названную Мелика (2003), вошли обе предыдущие книги и ряд новых циклов. В предисловии к ней А. Скидан писал о «контрастном столкновении авангардистского импульса и „архаики“, „разомкнутой“ секуляризированной формы и сакрального материала, столкновении, призванном „остранить“ и тем самым реактуализировать норму в лице забытых, подвергшихся порче и вытеснению „вечных смыслов“», и констатировал, что никто ранее «не заходил так далеко по пути радикализации этого столкновения, перерастающего в драму поэтического высказывания как такового, бесконечно проблематизирующую возможность в постисторическом мире воскресить трансцендентное».
Вторая половина 2000-х годов:
В Финляндии, во второй половине 2000-х годов в поэзии Завьялова происходит переход от лирики к эпике и от верлибра — к стихотворению в прозе. Сначала, в цикле Schemata rhetorica (Риторические фигуры) поэт показывает возможности использования приемов античной ораторской прозы для лирического высказывания, затем в поэме Пороги на Ванте он пытается с помощью минимализма нащупать ту границу, за которой граница между «поэзией» и «прозой» неразличима. Но принципиально новым стало обращение к актуальным темам современности: терроризму и геноциду в первых двух частях поэмы Сквозь зубы; третья часть поэмы — деконструкция Античности как одного из главных стержней новоевропейского мифа.
Ещё дальше от поэзии в традиционном понимании этого слова — поэма Четыре хороших новости, трагический перенос евангельских событий на мордовский материал позднесоветских лет. Наконец, Рождественский пост — нечто вроде мистерии, разворачивающейся в блокадном Ленинграде зимой 1941-42 годов. Последовательно сменяющие друг друга информационный, научный, пропагандистский, поэтический и религиозный дискурсы с вкраплением бытовых реплик выявляют свою несостоятельность на фоне массовой гибели людей. В целом произведения финского периода составляют книгу Речи (2010), в самом названии которой присутствует полемика с «языковой школой» и всем комплексом представлений, авторитетных во второй половине XX века, которые рассматривают поэта как инструмент языка.
Характеризуя Речи, О. Дарк писал, развивая образ А. Скидана: «Тексты Завьялова не столько руины (термин статический), сколько тексты-катастрофы».
В рецензии на книгу Станислав Львовский отмечает «умение вовремя отступить, расступиться, отойти, дать пространство для речи несуществующих, даже не то чтобы забытых, а тех, о ком никому вообще не приходит в голову, что они могут говорить, что им есть что сказать, что они вообще ещё живы».
Кирилл Корчагин видит авторскую стратегию как «своего рода опыт по „демонтированию“ традиционного образа поэта и поэзии, проводимый с редкой последовательностью», а тексты — как «пытающиеся выйти за рамки, определённые для сугубо поэтического высказывания, но не путём приближения его к другим жанрам словесности (нарративной прозе, публицистике), а путём формирования некоторой новой, крайне трудной для определения области словесного искусства».
Своеобразной параллелью поэме «Рождественский пост» стало эссе Что остается от свидетельства: меморизация травмы в творчестве Ольги Берггольц.
Тема «европейского выбора» русской поэзии на материале перевода — в эссе «Поэзия — всегда не то, всегда — другое»: переводы модернистской поэзии в СССР в 1950—1980-е годы и на анализе творчества русского и чувашского классика — в эссе-некрологе Поэзия Айги: разговор с русским читателем закономерно перетекает в анализ наиболее болезненных проблем в ситуации, когда такой выбор давно сделан, в статье Est modus in rebus (Есть мера в вещах). Проблематика, связанная с реконструкцией и деконструкцией мордовской идентичности также сфокусирована на наиболее травматичных моментах: провале проекта модернизации в литературе (Сквозь мох беззвучия: поэзия восточнофинского этнофутуризма) и провале национального проекта (Глобализм — колониализм — локализм).
2010-е годы:
В 2010-е годы, в Швейцарии, была написана новая книга, Советские кантаты (2015), состоящая из трех небольших поэм: Старый большевик-рабочий над гробом Ленина, Колхозница-мордовка поет песню о Сталине и Комсомолец-инвалид Великой Отечественной войны с книгой Николая Островского и интервью Кириллу Корчагину, озаглавленного Нет такого дискурса, который был бы адекватен катастрофе.
Основанные на кантатах Сергея Прокофьева «XX лет Октября» и «Здравица», а также оратории Дмитрия Шостаковича «Песнь о лесах» поэмы, по словам автора, «повествуют об экстатическом безумии, объединяющем и делающем неразличимыми жертв и палачей Большого террора».
Сквозным персонажем, скрепляющим все три кантаты, является Сталин. Отвечая на замечание К. Корчагина, что это «фигура, для левого движения неудобная, всегда выносимая за стыдливые скобки» автор говорит: "Сталин — это травма миллионов. Это не Сталина выносят за стыдливые скобки, это выносят за них миллионы рабочих и крестьян, до которых сегодня никому нет дела: ни, условно говоря, «левым», ни, условно говоря, «правым».
Вместе с эссе Ретромодернизм в ленинградской поэзии 1970-х годов, в котором позднесоветская неофициальная культура обвиняется в «оправдании общества, построенного на жесточайшей эксплуатации трудящихся классов», кантаты стали ещё более резким, чем это было раньше, манифестированием марксистской позиции автора, а также интерпретации советского человека как носителя героического сознания, вопреки реальности «отказывающегося признавать себя жертвой и меморизировать произошедшее с ним как непоправимую травму».
В рецензиях на книгу она сравнивалась с переводом речи угнетенных на язык высокого модерна (Д. Ларионов), а также с инсценировкой травмы сталинского террора и гулом голосов тоталитарной диктатуры (Ульрих Шмид).
Отмечалась и её связь с архаическим эпосом и греческой трагедией (Игорь Вишневецкий). Александр Марков, развивая эти античные параллели, писал:

«Кантаты Сергея Завьялова — это рапсодия для мёртвых, а не о мёртвых; гимн не живым, а для живых. В этой замене „для“ на „о“ советская цивилизация объясняется лучше, чем в десятках исследований» .

Книга «Советские кантаты» удостоена Премии Андрея Белого в 2015 году.
В 2016 году Сергею Завьялову была присуждена итальянская премия Premio Ceppo Internazionale Pistoia.
В 2018 году вышла итоговая книга Стихотворения и поэмы 1993—2017. Её предваряет авторский манифест — вступительное эссе Взглянуть в немигающие глаза беды. В книгу вошло всё, написанное за 25 лет, в том числе новая поэма Квартет на тему Горация (2017), которая представляет собою журнал раскопок мордовского могильника XIII—XVI века. Интерпретация захоронений вызывает в памяти сюжеты Троянской войны (Протесилай, Лаодамия, Ифигения, Поликсена, кони Ахилла). Каждый из семи эпизодов состоит из четырёх контрастных частей (латинская фраза Горация, её русское переложение, монолог на заданную ею тему и археологическое описание захоронения).
В 2022 году вышла книга-приложение к этому «основному собранию»: Оды 1984—1990. В неё вошли стихи советского времени и переводы лирики Горация (25 од и 2 эпода), работа над которыми продолжается четыре десятилетия. Ещё 6 од появились в журнале «Новый мир» (2023 № 6).
В 2023 году в журнале «Новый мир» (2023 № 1) опубликована ещё одна новая поэма Завьялова Я видел Иисуса: и он был Христос (2022). Это шесть диалогов евангельских персонажей с потусторонними голосами, задающими апокалиптические вопросы.
В конце 2010-х — начале 2020-х годов композитор Сергей Ахунов создал музыкальную драму «Эпиграфы» и симфонию с хором «Рождественский пост» на тексты Завьялова. Они были исполнены в Москве в 2019 и 2021 гг. в зале «Зарядье».

## Книги стихов
- Оды и эподы. СПб: Борей-арт, 1994. — ISBN 5-7187-0118-0
- Мелика. М.: АРГО-РИСК, 1998. — ISBN 5-900506-78-9
- Мелика. М.: Новое литературное обозрение, 2003. ISBN 5-86793-267-2
- Речи. М.: Новое литературное обозрение, 2010. — ISBN 978-5-86793-807-9
- Советские кантаты. СПб: Транслит / Свободное марксистское издательство, 2015[19].
- Стихотворения и поэмы 1993—2017. М.: Новое литературное обозрение, 2018. — ISBN 978-5-4448-0733-0[20]
- Оды 1984—1990. СПб / Москва: Пальмира / Rugram. 2022. — ISBN 978-5-517-02836-5

## Эссеистика
- Русский Кавафис (Рец. на кн.: Русская кавафиана. Сост. С. Б. Ильинская. М.: ОГИ, 2000) Новое литературное обозрение № 49 (2001) С. 440—446.
- Гомер в качестве государственного обвинителя на процессе по делу русской поэзии Новое литературное обозрение № 60 (2003) С. 194—199.
- Концепт «современности» и категория времени в «советской» и «несоветской» поэзии Новое литературное обозрение № 62 (2003) С. 22-33.
- Кто они, эти люди в черных плащах: русская поэзия в начале XXI века Toronto Slavic Annual # 1 2003 С. 267—279 (Toronto Slavic Quaterly # 8 2004).
- Воздвжение песенного столпа (Пиндар в переводе М. Л. Гаспарова и Бронзовый век русской поэзии) Новое литературное обозрение № 77 (2006) С. 50-60.
- Поэзия Айги: разговор с русским читателем Премия Андрея Белого. 2005—2006 С. 376—388 (Сокращенный текст: Новое литературное обозрение № 79 (2006) С. 205—212.
- Сквозь мох беззвучия: поэзия восточнофинского этнофутуризма Новое литературное обозрение № 85 (2007) С. 339—353.
- «Поэзия — всегда не то, всегда — другое»: переводы модернистской поэзии в СССР в 1950—1980-е годы Новое литературное обозрение № 92 (2008) С. 104—119.
- В схватке с чудовищем времени: современная финская поэзия Иностранная литература 2009 № 9 С. 189—191.
- Вячеслав Иванов — переводчик греческой лирики Новое литературное обозрение № 95 (2009) С. 163—184.
- Советский поэт (А. Т. Твардовский) Литературная матрица: Учебник, написанный писателями. СПб: Лимбус Пресс, 2010. Т. 2. С. 683—722.
- Разговор о свободном стихе как приглашение к классовому анализу Новое литературное обозрение № 114 (2012) С. 274—279.
- Что остается от свидетельства: меморизация травмы в творчестве Ольги Берггольц Новое литературное обозрение № 116 (2012) С. 146—157 .
- Ретромодернизм в ленинградской поэзии 1970-х годов. Вторая культура: Неофициальная поэзия Ленинграда в 1970—1980-е годы: Материалы международной конференции (Женева, 1-3 марта 2012 г.), — СПб: Росток, 2013. — 480 с., С. 30-52.

## Интервью и мемуары
- Автобиография. Лица петербургской поэзии. 1950—1990-е. Автобиографии. Авторское чтение. СПб: Искусство России, 2011, 712 с. С. 364—372.
- Линор Горалик Автобиография. Частные лица. Биографии поэтов, рассказанные ими самими. М.: Новое издательство, 2013, 401 с. С. 44-65.
- Интервью Елене Фанайловой Поэма о блокаде, мокшанские и эрзянские стихи Сергея Завьялова. Радио Свобода. Поверх барьеров. 19.01.2011
- Всегда слышать умолкнувшее, всегда видеть очевидное. Русский журнал 11.10. 2012
- Не замечать вокруг людей с «другим видением мира» по-моему отвратительно (Интервью Павлу Зарве) Культура в городе: Сайт о современной культуре в Нижнем Новгороде. 10.06.2015
- Язык как одна из форм классового насилия (Интервью Марине Охримовской) Швейцария для всех. 22.03.2016
- Евангелия взывали к человеку в цепях, с клеймом на лбу, с ошейником на горле (Интервью Марине Охримовской) Швейцария для всех. 10.04.2018
- Что-то, что находится «после современности» (Интервью Марине Охримовской) Швейцария для всех. 25.04.2018
- «Каждая эпоха ужасна по-своему»: Интервью Марине Карлин // Русская Швейцария. 2017, № 2. С. 56-57.
- «Что бы я ни говорил сейчас, я на что-то надеюсь» (интервью Аарэ Пильву) // Vikerkaar 2017 / 6
- «Самая страшная коррупция — это подкуп человеком самого себя»: Интервью Евгению Былине 4 октября 2018 (НЛО).
- «Поэзия — она как время: в сущности, ее начало — это начало Всего; и ее концом станет конец Всего». Интервью с поэтом Сергеем Завьяловым (Рамиль Ниязов-Адылджян, «Нож» 6.07.2023)

## Переводы с других языков
- Эугениюс Алишанка. Божья кость: избранные стихотворения, Пер. с литовского С. Завьялова. — СПб: Симпозиум, 2002. — 128 с.
- Виктор Шибанов. Надежда и терпение. Пер. с удмуртского Дружба народов 2005 № 11 °C. 117—118.
- Виктор Шибанов. Три стихотворения. Пер. с удмуртского Новое литературное обозрение № 85 (2007) С. 354—355.
- Яркко Тонтти. Из книги «Ежегодник». Пер. с финского Воздух 2007 № 3 С. 134—136 (3 стихотворения).
- Иван Миньо. Проза о Даме. Пер. с французского Иностранная литература 2007 № 8 С. 235—240.
- Юрки Киискинен. Из книги «Туда и обратно» Иностранная литература 2009 № 9 С. 192—195.
- Современные финские поэты: Йоуни Инкала. Аки Салмела. Хенриикка Тави. Кайса Ийяс. Валери Микор Транслит № 8 (2010) С. 112—115.
- Юрки Киискинен. Из книги «Колесо счастья» Воздух 2011 № 2-3 С. 167—169.
- Сапфо и Алкей. Пер. с древнегреческого // Вестник Европы № 52 2019/2020
- Богдан-Игорь Антонич. Из «Книги Льва». Пер. с украинского // Рижский альманах № 2 (17) 2022
- Оды (27 стихотворений). Пер. с латинского // Сергей Завьялов. Оды 1984—1990. СПб / Москва: Пальмира / Rugram. 2022
- Римские оды (III, 1-6). Пер. С латинского // Новый мир. 2023. № 6.

## Переводы на другие языки
- Английский язык:
- Sergey Zavyalov. Advent, Leningrad, 1941. Geneva: Molecular Press, 2017. — ISBN 978-2-9700376-4-4
- Crossing Centuries: The New Generation in Russian Poetry. Jersey City, NJ: Talisman, 2000. — ISBN 1-883689-89-9
- A Public space (NY) № 02, summer 2006.
- St.Petersburg Review (NY) № 2, 2008.
- Essay & Two Poems (Translated by Thomas Epstein & Simona Schneider) // Aufgabe (NY) № 8, 2009.
- Four Good News Stories (With an introduction by translator Eugene Ostashevsky), 2023.

Французский язык:
- Anthologie de la poésie russe contemporaine 1989—2009 (Bacchanales № 45). (Traduit par Hélène Henry-Safier). [Grenoble]: Maison de la poésie Rhône-Alpes — p. 257—258.
- Poésie 1 / Vagabondages # 28, 2001 (Traduit par Hélène Henry) p. 59-60.
- Siècle 21 2003 # 3 (Traduit par Hélène Henry) p. 40.
- Missives # 235, sept.2004 (Traduit par Hélène Henry) p. 51-55.
- Action poétique # 185 (2006) (Traduit par Yvan Mignot) p. 59-64.
- Action poétique # 202 (2010) (Traduit par Yvan Mignot) p. 110-115.
- Mir # 1 (2007) (Traduit par Yvan Mignot) p. 164—173.
- Le Jeûne de l'Avent (Traduit par Yvan Mignot) // La Revue de Belles-Lettres 2019 / 2

Немецкий язык:
- Vor dem Fenster unten sind Volk und Macht: Russische Poesie der Generation 1940—1960. Ausgewählt und übersetzt von Robert Hodel. Zweisprachig. Leipziger Literaturverlag, 2015
- Sergej Sawjalow. Schau dem Unglück in die unbewegten Augen.(Aus dem Russischen von Kerstin Holm[нем.][de]). Frankfurter Allgemeine Zeitung 06.08.2016  Архивная копия от 11 октября 2016
- Sergej Sawjalow. Nahe der Brandung. Gedichte und Poeme. Herausgegeben und übertragen von Christine Hengevoß. Sisifo press im Leipziger Literaturverlag, 2024. – 294 S. ISBN 978-3866603028

Итальянский язык:
- Sergej Zav’jalov. Il digiuno natalizio. A cura di Paolo Galvagni. [Roma]: Fermenti editrice, 2016. pp. 148. ISBN 978-88-97171-72-0
- La nuova poesia russa (Trad. di Paolo Galvagni). Milano: Crocetti, 2003.

Эстонский язык:
- Sergei Zavjalov. Meelika. Kõned. Vene keelest tõlkinud Katrin Väli[нем.] ja Aare Pilv[нем.]. Tallinn: Kite, 2015. 144 s. — ISBN 978-9949-9621-7-4
- Sergei Zavjalov. Ars Poetica. Valik esseid. Vene keelest tõlkinud Aare Pilv. Tallinn: Tallinna Ülikooli Kirjastus, 2016, 269 lk. — ISBN 978-9985-58-815-4

Финский язык:
- Sergej Zavjalov. Melika. Suomentanut Jukka Mallinen. Helsinki: Ntamo, 2007. — ISBN 978-952-215-011-0
- Sergei Zavjalov. Joulupaasto. Suomentanut Jukka Mallinen. Helsinki: Poesia, 2012. — ISBN 978-952-5954-33-3

Шведский язык:
- Sergej Zavjalov. Melik & tal. Texter i urval och översttäning av Mikael Nydahl[швед.]. [Malmö]: Ariel Skrifter, 2009. — ISBN 978-91-954470-5-6

Сербский язык:
- Сергеj Завjалов. Мелика. С руског превела и поговор написала Мирjана Петровић-Филиповић. Краљево: Народна библиотека «Стефан Првовенчани», 2019. — 204 ст. — ISBN 978-86-80522-55-5
- Сергеj Завjалов. Совjетске кантате. С руског превела Корнелиjа Ичин. Београд: Тређи Трг, 2022. — 287 ст. —  ISBN 978-86-64071-90-1

Китайский язык:
- 谢尔盖 扎维亚洛夫 Dang Dai E Luo Si Shi Xuan (Transl. By Wen Zhexian. Beijing: Renmin wenxue chubanshe, 2006 — s. 214—221

Литовский язык:
- Literatura ir menas, 1999 # 22 (Vertė Eugenijus Ališanka)
- Literatura ir menas 2000 # 39 (Vertė Jonas Strielkūnas)
- Poetinis Druskininkų ruduo 2001 (Vertė Benediktas Januševičus[лит.]). Vilnius: Vaga, 2002 — p. 132—137
- Poezijos pavasaris 2010 (Vertė Benediktas Januševičus). Vilnius: Vaga, 2010 -p. 174—177
- Literatura ir menas 2010 # 21 (Vertė Benediktas Januševičus) p. 14

Польский язык:
- Tygiel kultury # 82-84, 2002 (Przeł. Leszek Engelking)
- Tygiel Kultury 2007 # 1-3 (Przeł. Leszek Engelking)
- Migotania, przejaśnienia # 4 (21) 2008 (Przeł. Leszek Engelking)

Венгерский язык:
- Négy jó hír 2008-ban (Wagner-Nagy Beáta fordítása) // Finnek_! Multikulzurális finn irodalmi olvasókönyv. Szerkesztette Domokos Johanna. Györ: AmbrooBook, 2013. (Wagner-Nagy Beáta fordítása). s. 223—231.

Латышский язык:
- Karogs 2008 # 2 (Pēters Brūveris). s. 35-41.
- Vārds # 1(7) 2014 (atdzejojušas Maira Asare[латыш.] un Alda Barone). s. 42-57.
- Epigrāfi. Mordviešu-erzjanu un mordviešu-mokšu raksti uz bērza tāss. Četras priecas vēstis // Dziedāšanas sezona: krievu modernās dzejas antoloġija. Rīga: Literatūras kombains, 2019. (Atdzejotāji: Maira Asare, Alda Barone un Sergejs Moreino)

Эрзя-мордовский язык:
- Ниле вадря кулят (после русского текста) // Поэты Югорского Пояса. Сургут — Ханты-Мансийск — Санкт-Петербург, 2014. С. 64-67. (Ютавтызе Николай Ишуткин)

|  |  |  |